# جیزس دی پولانکو
جیزس دی پولانکو (انگلیسی: Jesús de Polanco; ۷ نوامبر ۱۹۲۹ – ۲۱ ژوئیهٔ ۲۰۰۷) ناشر و کارآفرین اهل اسپانیا بود، که در سال ۱۹۷۲ شرکت پرایسا را تأسیس کرد.